# 姚純臣
姚純臣（1542年—？），字熙載，號雲臺，直隸蘇州府吳縣民籍，長洲縣人，明朝政治人物。

## 生平
隆慶元年（1567年）丁卯科應天府鄉試第九名舉人，五年（1571年）中式辛未科會試第三百五名，二甲第二十六名進士。刑部觀政，授官冀州知州，萬曆四年（1576年）升工部员外郎，五年升郎中，八年升南昌知府，九年京察降用，丁憂歸。十五年补歸州知州，十六年升岳州府同知，二十二年补泉州府同知，闲住。

## 家族
曾祖姚海；祖父姚完；父姚怡，母陸氏。具慶下。弟姚忠臣、姚良臣、姚賢臣、姚名臣。